# Roger Loyer
Roger Loyer (Paris, França, 5 de agosto de 1907 – Boulogne-Billancourt, França, 24 de março de 1988) foi um automobilista francês que participou do Grande Prêmio da Argentina de 1954 de Fórmula 1.